# St George in the East

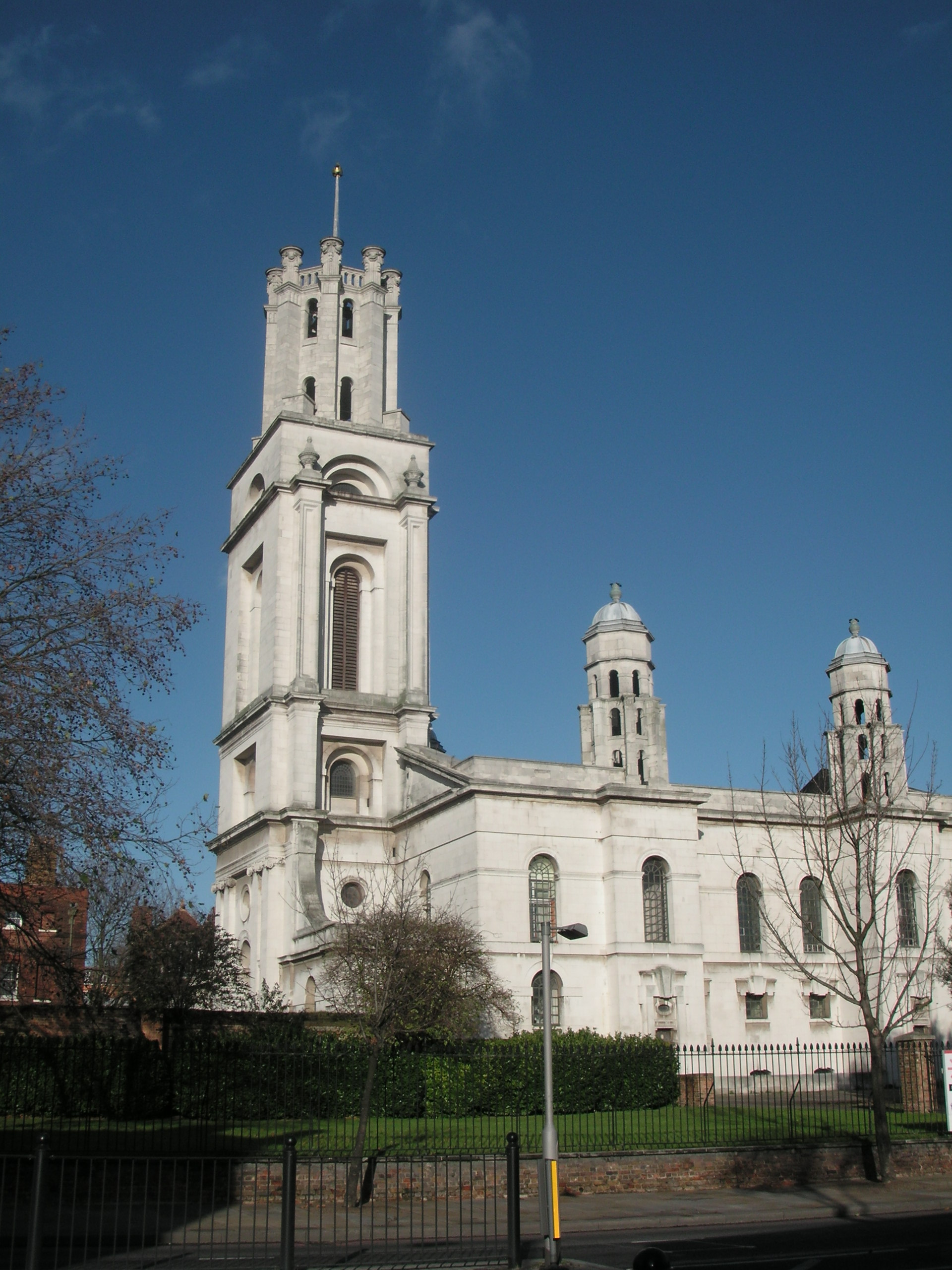
Saint George’s-in-the-East

St George’s-in-the-East ist eine anglikanische Kirche im Londoner Stadtteil Wapping.
Erbaut wurde die Kirche 1714 bis 1717 im Stil des englischen Barockklassizismus durch den Architekten Nicholas Hawksmoor im Rahmen des 1711 vom britischen Parlament verabschiedeten Kirchenbauprogramms für Fünfzig Neue Kirchen. Nach außen stellt sie einen kubischen, durch starke Vorsprünge artikulierten Baukörper mit massivem Westturm dar, dessen aus Strebepfeilern gebildeter oktogonaler Turmaufsatz als Vorbild den gotischen Turmaufsatz der Kathedrale von Ely verwendet. Den Zugang zu den Emporen vermitteln vier Treppentürme mit ähnlich gestaltetem, aber überkuppelten Aufsatz. Das Innere zeigte einen kreuzförmig über vier Säulen angelegten Zentralbau.
Die Kirche wurde im Zweiten Weltkrieg 1941 ausgebombt, der Innenraum wurde 1964 innerhalb der bestehenden Umfassungsmauern modern ausgebaut.